# Jeff Bennett
Jeffrey Glenn "Jeff" Bennett (Houston, 2. listopada, 1962.), američki je glumac.

## Vanjske poveznice
- Jeff Bennett u internetskoj bazi filmova IMDb-u (engl.)